# Pierre-Ambroise Bosse
Pierre-Ambroise Bosse (* 11. Mai 1992 in Nantes) ist ein ehemaliger französischer Leichtathlet, der sich auf den 800-Meter-Lauf spezialisiert hat.

## Sportliche Laufbahn
Bosse wurde 2010 französischer Juniorenmeister über 800 Meter und belegte bei den Juniorenweltmeisterschaften in Moncton den achten Platz. Bei den Junioreneuropameisterschaften 2011 in Tallinn gewann er die Goldmedaille und wurde im selben Jahr zweiter bei den Französischen Meisterschaften.
2012 siegte Bosse bei den nationalen Titelkämpfen und feierte seinen bis dahin bedeutendsten internationalen Erfolg mit dem Gewinn der Bronzemedaille bei den Europameisterschaften in Helsinki. Bei den Olympischen Spielen in London verpasste er den Finaleinzug. Im folgenden Jahr wurde er seiner Favoritenrolle bei den U23-Europameisterschaften gerecht und errang die Goldmedaille. Kurz darauf steigerte er seine persönliche Bestleistung im 800-Meter-Lauf auf 1:43,76 min, wodurch er in der ewigen französischen Bestenliste auf den zweiten Rang hinter dem zweimaligen Europameister Mehdi Baala vorrückte. Bei den Weltmeisterschaften in Moskau belegte er Platz sieben.
Am 18. Juli 2014 stellte Bosse beim Herculis in Monaco mit 1:42,53 min einen neuen französischen Rekord im 800-Meter-Lauf auf. Bei den Europameisterschaften in Zürich konnte er seiner Favoritenrolle allerdings nicht gerecht werden. Im Finale scheiterte er mit seinem Versuch, das Feld durch ein hohes Anfangstempo zu sprengen, und fiel schließlich auf den achten und letzten Platz zurück.
Bei den Freiluftweltmeisterschaften in London feierte Bosse am 8. August 2017 seinen größten Karriereerfolg. Über die 800 Meter sicherte er sich nach 1:44,67 min vor dem Polen Adam Kszczot die Goldmedaille. Nachdem er Ende August 2017 in seinem Feriendomizil in  Gujan-Mestras von drei Personen verprügelt worden war, beendete er daraufhin seine Saison.
Bei Europameisterschaften 2018 in Berlin gewann Bosse hinter Adam Kszczot und dem Schweden Andreas Kramer die Bronzemedaille über 800 Meter.
Wegen drei verpassten Dopingtests zwischen September 2022 und Juni 2023 wurde Bosse für 16 Monate gesperrt. Im Dezember 2023 beendete er seine Karriere.